# Stura di Demonte
Stura di Demonte este o arie protejată (arie specială de conservare — SAC, sit de importanță comunitară — SCI, arie de protecție specială avifaunistică — SPA) din Italia întinsă pe o suprafață de 1.174 ha, integral pe uscat.

## Localizare
Centrul sitului Stura di Demonte este situat la coordonatele 44°18′22″N 7°21′32″E / 44.306°N 7.359°E.

## Înființare
Situl Stura di Demonte a fost declarat sit de importanță comunitară în septembrie 1995 pentru a proteja 33 de specii de animale. Alte tipuri de protecție:
- arie de protecție specială avifaunistică (în octombrie 2006)[3]
- arie specială de conservare (în mai 2017)[2][4][5]

## Biodiversitate
Situată în ecoregiunea continentală, aria protejată conține 16 habitate naturale: Grohotișuri termofile și vest-mediteraneene, Ape stătătoare oligotrofe până la mezotrofe, cu vegetație de Littorelletea uniflorae și/sau de Isoëto-Nanojuncetea, Ape puternic oligomezotrofe cu vegetație bentonică cu Chara spp., Păduri pe pante, grohotișuri și ravene de Tilio-Acerion, Râuri de munte și vegetația lor lemnoasă cu Salix elaeagnos, Fânețe de joasă altitudine (Alopecurus pratensis, Sanguisorba officinalis), Izvoare petrifiante cu formare de travertin (Cratoneurion), Mlaștini alcaline, Râuri de munte și vegetația erbacee de pe malurile acestora, Pajiști uscate seminaturale și facies de acoperire cu tufișuri pe substraturi calcaroase (Festuco-Brometalia) (* situri importante pentru orhidee), Râuri de munte și vegetația lor lemnoasă cu Myricaria germanica, Pajiști carstice calcaroase sau bazofile, de Alysso-Sedion albi, Liziere de ierburi înalte hidrofile de câmpie și de nivel montan până la alpin, Păduri aluvionare cu Alnus glutinosa și Fraxinus excelsior (Alno-Padion, Alnion incanae, Salicion albae), Lacuri eutrofice naturale cu vegetație de tip Magnopotamion sau Hydrocharition, Păduri de Castanea sativa.
La baza desemnării sitului se află mai multe specii protejate:
- păsări (20): pescăruș albastru (Alcedo atthis), lăstunul mare (Apus apus), caprimulg (Caprimulgus europaeus), șerpar (Circaetus gallicus), lăstun de casă (Delichon urbicum), presură de grădină (Emberiza hortulana), șoim călător (Falco peregrinus), gaiță (Garrulus glandarius), rândunică (Hirundo rustica), capîntortură (Jynx torquilla), sfrâncioc roșiatic (Lanius collurio), muscar sur (Muscicapa striata), viespar (Pernis apivorus), codroșul de pădure (Phoenicurus phoenicurus), pitulice de munte (Phylloscopus bonelli), coțofană (Pica pica), ciocănitoarea verde (Picus viridis), graur (Sturnus vulgaris), mierlă (Turdus merula), sturz-cântător (Turdus philomelos)
- mamifere (5): liliac cârn (Barbastella barbastellus), liliac cărămiziu (Myotis emarginatus), liliac comun (Myotis myotis), liliacul mare cu potcoavă (Rhinolophus ferrumequinum), liliacul mic cu potcoavă (Rhinolophus hipposideros)
- nevertebrate (4): Austropotamobius pallipes, Euplagia quadripunctaria, rădașcă (Lucanus cervus), Maculinea teleius
- pești (4): zglăvoacă (Cottus gobio), Lethenteron zanandreai, Salmo marmoratus, Telestes muticellus

Pe lângă speciile protejate, pe teritoriul sitului au mai fost identificate 23 de specii de plante, 17 specii de păsări, 2 specii de amfibieni, 13 specii de mamifere, 1 specie de nevertebrate, 3 specii de pești, 3 specii de reptile.